# KV59
KV59 (Kings' Valley 59) è la sigla che identifica una delle tombe della Valle dei Re in Egitto; non è nota la destinazione.
Nota sin dall’antichità, scarse sono le notizie su questa tomba: venne mappata e rilevata da James Burton nel 1825, nuovamente rilevata e mappata nel 1889 da Eugène Lefébure e nel 1921 da Howard Carter Si ritiene possa essere stato un inizio di costruzione di sepolcro poi abortito.
Nessun reperto rinvenuto.
La tomba è inaccessibile poiché ancora invasa da detriti.

### Annotazioni
1. ↑  Le tombe vennero classificate nel 1827, dalla numero 1 alla 22, da John Gardner Wilkinson in ordine geografico. Dalla numero 23 la numerazione segue l’ordine di scoperta.

### Fonti
1. ↑  Theban Mapping Project.